# Włoki
Włoki [pronunciación en polaco: /ˈvwɔki/] (en alemán: Flakenfier) es un pueblo ubicado en el distrito administrativo de Gmina Świeszyno, dentro del Condado de Koszalin, Voivodato de Pomerania Occidental, en el norte de Polonia occidental. Se encuentra aproximadamente a 2 kilómetros al sureste de Świeszyno, a 8 kilómetros al sur de Koszalin, y a 132 kilómetros al noreste de la capital regional Szczecin.
Antes de 1945, el área fue parte de Alemania. Para la historia de la región, véase Historia de Pomerania.
El pueblo tiene una población de 150 habitantes.